# 蒲州故城遗址
蒲州故城遗址位于山西省永济市蒲州镇西厢村西1000米处黄河东岸。
蒲州故城遗址分为内、外城，占地面积约4.26平方公里。外城为唐代夯土城墙，内城为明代夯土包砖城，是明代在唐代中都河中府的基础上所建。明嘉靖三十四年大地震，曾造成蒲州城建筑坍毁。1959年建设三门峡水利枢纽工程，将蒲州城内居民全部迁出，蒲州城遂被废弃，沦为废墟，古建筑遗址被掩埋于地下，地表仅残存部分城墙。外城现存东土门东北角及东南角的局部残垣；内城现存明代砖砌城墙、城门、四门瓮城、敌台、鼓楼及角楼遗址。

## 保护
2001年6月25日，蒲州故城遗址公布为第五批全国重点文物保护单位，编号5-11。2012至2016年，山西省考古研究所陆续修复蒲州故城北城墙东段、西门瓮城、鼓楼、东门瓮城、西城墙、外城东城墙等。建设蒲津渡与蒲州故城国家考古遗址公园。